# 사걸
사걸(沙乞, ?~?)은 백제 무왕 때의 장군이자, 대성팔족(大姓八族)중의 하나인 사(沙)씨 출신 귀족이다.

## 생애
627년(무왕 28) 7월에 왕명을 받아 신라의 서쪽 변경에 있는 두 성(城)을 공격하여 함락시키고, 신라의 남녀 300여 명을 포로로 하여 개선하였다.

## 관련 작품

### 드라마
- 《계백》(MBC, 2011년, 배우 : 서범식)

## 참고 문헌
- 삼국사기(三國史記)